# 宇野昌磨
宇野 昌磨（うの しょうま、1997年12月17日 - ）は、2010年代から2020年代にかけて活躍した日本のフィギュアスケート選手（男子シングル）で現在はプロスケーター。2018年平昌オリンピック銀メダリスト。2022年北京オリンピック銅メダリスト。史上初の4回転フリップジャンプ成功者。
愛知県名古屋市生まれ。5歳でスケートを始め、2015年からシニアクラスに参戦した。2016年、コーセー・チームチャレンジカップにて国際スケート連盟公認大会史上初となる4回転フリップを成功させ、ギネス世界記録に認定された。2017年には世界選手権で自身初のメダルとなる銀メダルを獲得。2018年平昌オリンピックでは日本男子史上3人目のメダルとなる銀メダルを獲得した。
2022年北京オリンピックでは団体戦で銀メダル、個人戦で銅メダルを獲得し、日本フィギュアスケート界では史上初となる3個のオリンピックメダル保持者となった。同年、世界選手権とグランプリファイナルで初優勝を果たし、キャリアグランドスラムを達成。2023年には日本男子史上初となる世界選手権連覇を達成した。
2024年5月9日に競技を引退し、以降はプロスケーターとして活動している。

## 経歴

### 幼少期
1997年12月17日、愛知県名古屋市で誕生。4歳下に弟の樹、祖父に日本画家・洋画家の宇野藤雄がいる。4歳年下の弟・樹が両親への聞き取りもまじえてまとめたエッセー『兄・宇野昌磨』によれば、宇野の出生体重は1000グラムに満たなかった（超低出生体重児）。幼少期は喘息で入退院を繰り返し、身体を強くしようと両親がいろいろなスポーツを試させたなかで、宇野本人が「もう一度やりたい」と言ったのがフィギュアスケートだったという。
フィギュアスケートを始めたのは5歳の頃。名古屋スポーツセンターでスケート教室に参加した際に、スピードスケートかアイスホッケー、フィギュアの選択肢があり、偶然居合わせた浅田真央に「一緒にフィギュアスケートやろうよ」と声をかけられ、フィギュアを選んだ。以降、浅田が海外に拠点を移すまでの5年ほどの間練習を共にした。
2009–10シーズン、全日本ノービス選手権で優勝し、全日本ジュニア選手権に初出場し3位となる。2010–11シーズン、再び全日本ノービス選手権で優勝、全日本ジュニア選手権では4位に入った。

### ジュニア時代
2011–12シーズンよりジュニアグランプリシリーズに参戦。初戦のバルティック杯では4位。続くタリン杯では3位となり、2戦目にしてジュニアグランプリシリーズ初のメダルを獲得。全日本ジュニア選手権では5位に入った。初出場となったシニアの全日本選手権では9位となり、世界ジュニア選手権の代表に選出された。全日本ジュニアの成績等から派遣されたインスブルックユースオリンピックでは、ショートプログラム6位からフリースケーティングで2位と巻き返し、銀メダルを獲得した。世界ジュニア選手権では10位となった。
2012–13シーズン、ジュニアグランプリシリーズのブラエオン・シュベルター杯で2位。全日本ジュニア選手権では2位。全日本選手権では11位。当初は田中刑事が世界ジュニア選手権の代表だったが、負傷で代表を辞退したために繰り上がって出場し、7位となった。
2013–14シーズン、ジュニアグランプリシリーズのリガ杯で3位。全日本ジュニア選手権2位。全日本選手権ではショートプログラム6位となり、フリースケーティングでは最終グループに入る。結果はフリースケーティング7位、総合7位となった。世界ジュニア選手権ではショートプログラム3位、フリースケーティング5位で総合5位となる。ガルデナスプリング杯では、国際大会のシニアクラスで初優勝を果たした。

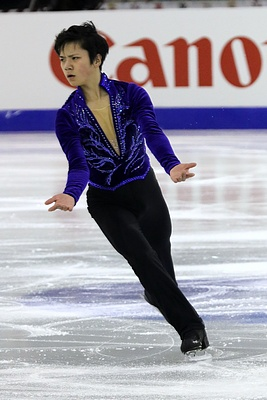
初出場で金メダルを獲得した2014年ジュニアグランプリファイナル

2014–15シーズン、アジアフィギュア杯で4回転トウループを初成功させ優勝。続くジュニアグランプリシリーズ2大会ではフリースケーティングで2本の4回転に挑戦し、メ～テレ杯では2本目が回転不足となったものの2本とも着氷させて2位、クロアチア杯では2本とも成功させてジュニアグランプリ初優勝を飾った。シリーズのポイントランキング2位の成績で、自身初のジュニアグランプリファイナルへの進出を決めた。全日本ジュニア選手権では3回転アクセルを初めて成功させ初優勝となった。ジュニアグランプリファイナルではショートプログラム3位からフリースケーティングで逆転し、小塚崇彦、羽生結弦に続く日本男子3人目の優勝を果たした。この大会ではフリースケーティングと合計得点でジュニアの歴代最高得点を更新した。
全日本選手権ではショートプログラムで4回転トウループを成功させ3位、フリースケーティングも3位で羽生結弦に次ぐ銀メダルを獲得した。この結果により、シニアの四大陸選手権に初選出された。全国高等学校フィギュアスケート総体では、ショートプログラムで冒頭の3回転アクセルで着氷に失敗するものの1位につけ、フリースケーティングでは出場選手で唯一4回転ジャンプを成功させ、2位に50点以上の差をつけて大会2連覇となった。エキシビションのアンコールでは、着氷が乱れたものの4回転トウループを披露した。シニア初の主要国際大会となる四大陸選手権ではショートプログラムで自己ベストを更新し2位発進。フリースケーティング・合計でも自己ベストを更新したものの、後半のジャンプで転倒する場面があり、結果は総合5位となった。世界ジュニア選手権ではショートプログラムでジュニア世界初の80点台を記録するなどして優勝。宇野は日本男子5人目の世界ジュニアチャンピオンとなり、銅メダルの山本草太とともに日本人初のダブル表彰台という快挙を達成した。

### シニアデビュー、史上初の4回転フリップ成功

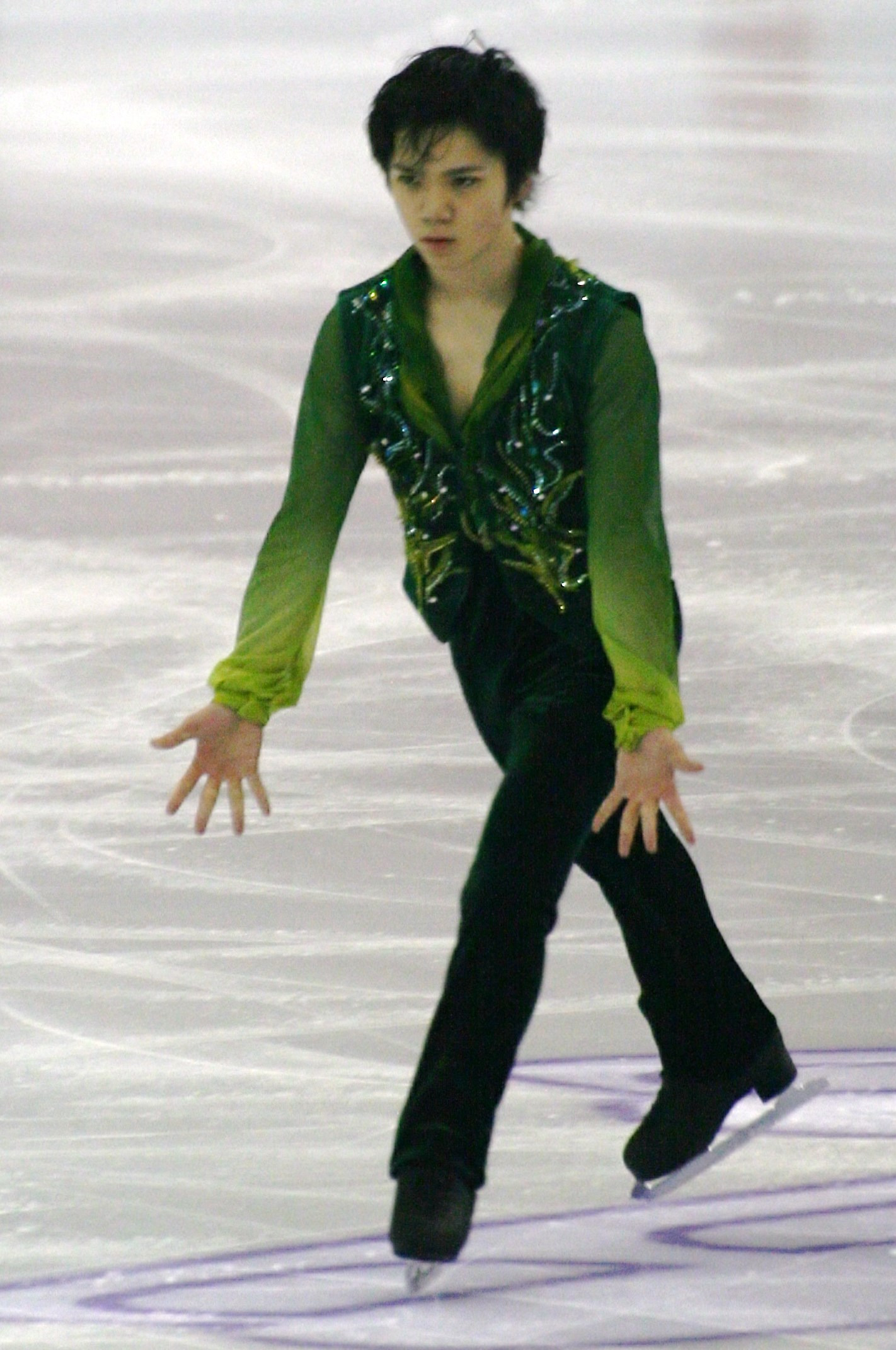
初出場で銅メダルを獲得した2015年グランプリファイナル

2015–16シーズン、シニアクラスへ移行。ジャパンオープンでは参考記録ながらも185.48の高得点を記録し男子個人で1位。チーム日本の優勝に貢献した。グランプリシリーズに初参戦し、スケートアメリカで銀メダルを獲得した。エリック・ボンパール杯ではグランプリシリーズ初優勝を飾った。初出場のグランプリファイナルでは、フリースケーティングで自身初の190点台を記録し、銅メダルを獲得した。シニアのグランプリシリーズデビューの年にファイナルでメダルを獲得するのは、男子シングルにおいて初めてのことである。
全日本選手権ではショートプログラム2位、フリースケーティング3位の総合2位となり、前シーズンに続き四大陸選手権に選出されたほか、世界選手権の代表にも初選出された。四大陸選手権ではショートプログラムで自己ベストを出し2位につけるが、フリースケーティングで4回転ジャンプの回転が抜けてしまうなどのミスがあり、総合4位となった。初出場となった世界選手権ではショートプログラムで4位、フリースケーティングでは後半の4回転トウループで転倒するなどのミスがあるも7位入賞となった。また、この成績により同大会に出場した日本人選手のポイントは羽生結弦と合わせて9ポイントになり、同大会で2枠だった代表枠の3枠復帰に貢献した。
シーズン最終戦のコーセー・チームチャレンジカップでは、ショートプログラムで史上初の4回転フリップに成功した。フリースケーティングでも4回転フリップを成功させ、ショートプログラム・フリースケーティングともに自己ベストを更新した。

### 初の世界選手権メダル獲得
2016–17シーズン、初戦のロンバルディア杯で優勝。ジャパンオープンでは参考記録ながら200点に近い198.55点を記録し、チーム日本の優勝に貢献した。大会後には4回転フリップ初成功によるギネス認定証を授与された。グランプリシリーズスケートアメリカでは、フリースケーティングで3度の4回転ジャンプを成功させ優勝。ロステレコム杯では2位となり、2年連続のグランプリファイナル進出を決めた。グランプリファイナルでは、ショートプログラムで時差調整に苦しみ4位発進も、フリースケーティングで自己ベストを更新し2年連続の3位となる。全日本選手権では初優勝を飾り、世界選手権、四大陸選手権、アジア冬季競技大会の代表に選出された。
四大陸選手権では、ショートプログラムで史上4人目となる100点台を記録すると、フリースケーティングでは試合で初挑戦となる4回転ループに成功し、フリップ、トウループもまとめ、自身初の3種類4本の4回転ジャンプを着氷させたが、3回転アクセルを2本とも失敗。総合では自己ベストの288.05点を出したが、さらにミスの少なかったネイサン・チェン、羽生結弦には届かず総合3位。ISUのチャンピオンシップでは初の表彰台となった。2週連戦となる札幌冬季アジア大会ではショートプログラム2位発進。フリースケーティングで188.84点、合計281.27点で逆転優勝を飾る。3月にはルクセンブルクで行われたプランタン杯に出場。主要国際大会でないため、非公認記録になるがショートプログラムで104.31点でトップに立ち自己ベストを4.03点上回るスタート。続くフリースケーティングでは、冒頭の4回転ループで転倒したが、その後はほぼミスのない演技で199.37点で1位となり、合計303.68点で優勝した。

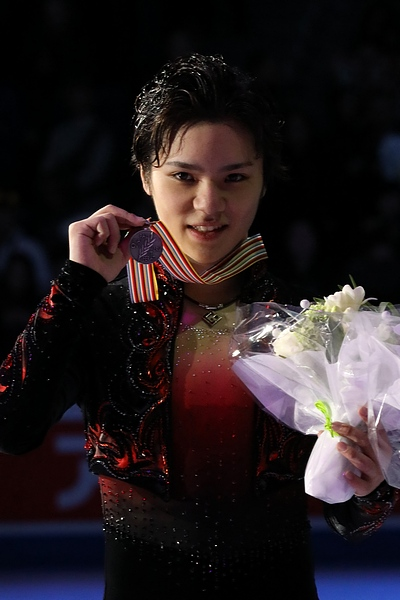
銀メダルを獲得した2017年世界選手権

続いてヘルシンキで開催された世界選手権に出場。ショートプログラムでは全てのジャンプに成功し、自己最高となる104.86点で、四大陸選手権で出した自己ベストを4.58点更新。首位のハビエル・フェルナンデスとは4.19点差の2位につけた。フリースケーティングは冒頭の4回転ループ、4回転フリップを着氷させ、続く3回転ルッツでバランスを崩すもその後は大きなミスなく滑り切り、214.45点で2位。トータルでは自己ベストを31.26点も更新する319.31点で自身初の銀メダルを獲得した。同大会は翌年の平昌オリンピックの代表枠を決定する大会でもあり、この結果を受け、同大会で優勝した羽生結弦との合計ポイントは3ポイントという出場国最高のポイントとなり、最大代表枠3枠の獲得に大きく貢献を果たした。シーズン最終戦の世界国別対抗戦ではショートプログラム1位とフリースケーティング2位を獲得しチーム日本の優勝に貢献した。総合得点では男子シングル全選手の最高得点となる302.02を獲得。このシーズンは出場した全試合で表彰台に上りシーズンを終えた。

### 平昌オリンピック銀メダル
2017年6月1日、トヨタ自動車に従業員アスリートとして入社した。ショートプログラムに『四季  協奏曲第4番 「冬」』、フリースケーティングは2季ぶりに『トゥーランドット』を使用することを自身の公式サイトで発表した。2017–18シーズン初戦のロンバルディア杯では、ショートプログラム・フリースケーティング・合計得点の全てで自己ベストを更新。フリースケーティングでは実戦で初めて4回転サルコウを成功させるなど5度の4回転ジャンプを全て着氷し、2連覇を達成した。グランプリシリーズ初戦のスケートカナダで優勝。フランス杯ではインフルエンザ明けで体調不良の中、2位となった。地元・名古屋市で開催されたグランプリファイナルはショートプログラムで3回転アクセルで転倒するも100点超えで2位。フリーでは4回転サルコウを2大会ぶりに投入し成功させたものの、冒頭の4回転ループと後半の4回転トウループを失敗。フリースケーティングでは1位となったが総合ではショートプログラム1位のネイサン・チェンに0.5点の僅差で敗れ2位となった。全日本選手権では2連覇を達成し、オリンピック代表に初選出された。オリンピック前最後の実戦となった四大陸選手権では、このシーズン苦しむ4回転トウループをフリー後半で2本決め2位となった。

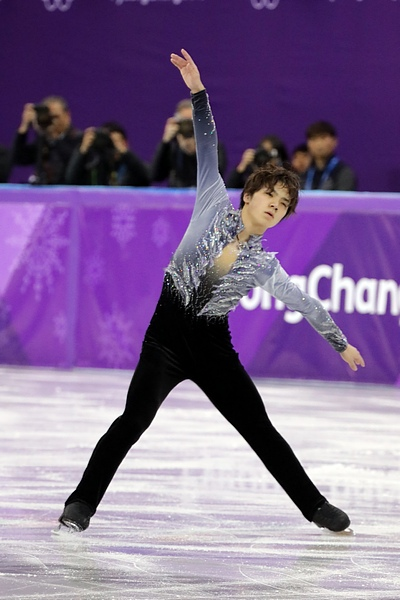
銀メダルを獲得した2018年平昌オリンピック

2018年2月、韓国で開催の平昌オリンピックでは、まず団体戦ショートプログラムに登場。出場選手唯一の100点超えで1位に立ち、日本チームのフリー進出と5位入賞に貢献した。男子シングル個人戦ショートプログラムでは、3回転アクセルが乱れかけたものの何とか着氷し、1位の羽生結弦と約7.5点差、2位のハビエル・フェルナンデスと約3.5点差の104.17点で3位に付ける。最終滑走となったフリースケーティングでは、冒頭の4回転ループで転倒するも4回転フリップや3回転アクセルからの3連続ジャンプを含む計7本のジャンプを着氷させ、202.73点を記録。総合ではフェルナンデスを1.68点上回る306.90点をマークし、自身初のオリンピック銀メダルに輝いた。日本男子では、歴代3人目のオリンピックメダリストとなり、金メダルの羽生結弦とともに、日本フィギュアスケート史上初の五輪複数表彰台及びワンツーフィニッシュを果たした。更にフィギュアスケートの男子シングル種目史上でも、五輪同国ワンツーフィニッシュは2002年ソルトレイクシティ五輪以来16年ぶり、日本冬季五輪史上でも1972年札幌オリンピックのスキージャンプ70ｍ級、笠谷・金野・青地の表彰台独占以来46年ぶりの快挙となった。
2018年3月、イタリア・ミラノで開催された世界選手権では、平昌オリンピック直後に新調した靴を急ピッチで馴染ませようと練習量を増やした結果、開幕前の公式練習で右足甲痛を発症。本番のショートプログラムではジャンプの難易度を落として挑んだ。4回転フリップから変更した4回転トウループは綺麗に着氷したものの、3回転の連続ジャンプで2本目が2回転になるミス。スピンやステップでは全ての項目で最高のレベル4を獲得したものの、94.26点と自己ベストよりも10点以上低い得点で5位発進となる。フリースケーティングでは「（翌年の世界選手権の）枠のことがあるので攻めたい」と難度を落とすことなく、五輪と同じジャンプ構成で挑んだ。中盤までジャンプに苦戦する展開だったが、終盤は4回転-2回転の連続トウループを決めるなど現地メディアに「魂の270秒」と評され、フリー179.51点の合計273.77点となる。結果、2年連続で準優勝を果たし、日本人男子フィギュア史上4人目の世界選手権複数メダル保持者となった。この結果を受け、羽生結弦の欠場で繰り上がり出場した友野一希の健闘もあり日本選手の合計ポイントは7ポイントとなり、翌年さいたまで開催予定の世界選手権の代表3枠を保持した。
このシーズンは計8大会に出場し、全出場大会で2位以上の成績を収めた。

### 初の主要国際タイトル獲得
2018–19シーズン、初戦のロンバルディア杯で3連覇を果たした。グランプリシリーズ初戦のスケートカナダではショートプログラム2位から逆転で2連覇、2戦目のNHK杯では初出場にして初優勝を果たした。グランプリファイナルではショートプログラム・フリースケーティングともに2位で2年連続の銀メダルを獲得した。全日本選手権では、ショートプログラム当日の公式練習前にウォーミングアップで右足首を捻挫したものの、そのまま挑んだショートプログラムではジャンプを全て成功させて首位に立った。宇野は足の状態を一切口にしなかったが、終わった後は歩くのも困難な状況に陥った。翌日に病院でMRI検査を受け、捻挫と診断されたが、痛み止めを飲んでフリーに出場した。フリースケーティングでは3本の4回転を着氷し、3連覇を達成した。

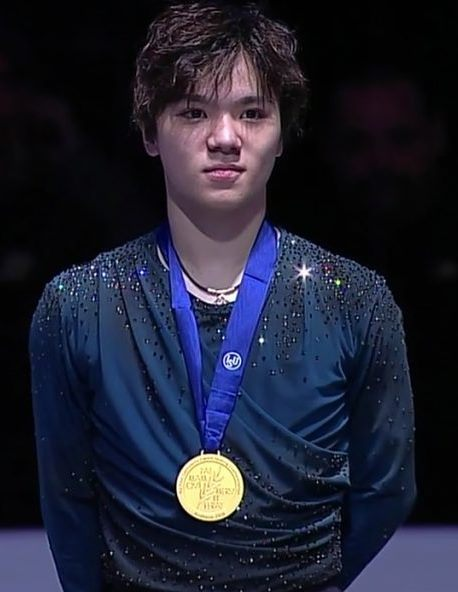
2019年四大陸選手権初優勝

その後、全日本選手権のエキシビションと1月に予定していたイタリアでのアイスショー出演を見送り、怪我の治療とリハビリに専念。調整のため2月のチャレンジカップは欠場した。しかし、四大陸選手権までの1か月の間に右足首を3度捻挫し、同大会には調整不足の状態で臨んだ。四大陸選手権のショートプログラムではジャンプにミスが相次ぎ91.76点で4位発進。フリースケーティングでは3本の4回転ジャンプをすべて着氷し、ルール改正後の世界最高得点197.36点を記録して逆転優勝を果たした。この優勝で、シニア4年目にして初の国際主要タイトル獲得となった。さいたま市で行われた世界選手権では、ショートプログラムの4回転フリップで転倒し6位発進。フリースケーティングでは2本の4回転ジャンプで着氷が乱れ、総合4位と表彰台を逃す結果となった。
シーズン終了後の6月3日、所属していたグランプリ東海を卒業すると発表。5歳から15年以上指導を受けた樋口、山田コーチの元を離れ、海外への拠点変更も視野に入れたうえでコーチ変更の意志を示した。その後、ロシアのエテリ・トゥトベリーゼコーチの元でサマーキャンプに参加することが決定した。

### コーチ変更、環境の変化
ロシア単身合宿から帰国した宇野は、2019–20シーズンをメインコーチなしで臨むことを明らかにした。当面は中京大学を拠点とした上でジャンプコーチに本田武史を起用。また、ショートプログラムをシェイ＝リーン・ボーン、フリースケーティングをデヴィッド・ウィルソンと、競技用プログラムでは樋口美穂子以外の振付で臨む初のシーズンとなった。グランプリシリーズ初戦となるフランス杯、ショートプログラムで4回転トウループと3回転アクセルで転倒し、4位と出遅れた。フリースケーティングでも3回転アクセルで2度転倒するなど精彩を欠き、シニア転向後最低となる8位にとどまった。その後はスイスのステファン・ランビエールの元で指導を受け、2戦目のロステレコム杯ではランビエールが宇野に帯同することとなった。ロステレコム杯ではショートプログラムで4位発進、フリースケーティングでは4回転サルコウで転倒した際に左足が靴の中でずれてしまい、2本目の4回転トウループを跳ばずに回避。その後、コレオシークエンスの後に4回転トウループを組み込んだものの、回転不足で転倒した。結果は0.63点の僅差で表彰台を逃し、グランプリファイナル進出はならなかった。
全日本選手権を前に控えた12月18日、宇野はステファン・ランビエールに師事することを発表した。全日本選手権ではショートプログラムでジャンプを全て完璧に決め、非公認ながら自己ベストを上回る105.71点を記録し2位につける。フリースケーティングではシーズンベストとなる184.86点を記録、その後最終滑走で登場した羽生結弦がジャンプミスの影響で172.05点に留まったため、宇野が逆転で全日本選手権4連覇を決めた。今大会は宇野が羽生との直接対決を制した初めての大会となった。練習拠点を海外に移した影響で、世界選手権への調整を優先するため、出場を予定していた四大陸選手権を辞退した。その後はチャレンジカップに出場し、非公認ではあるもののフリースケーティング・合計ともに自己ベストの得点で優勝した。3月の世界選手権は、新型コロナウイルス流行の影響により中止となった。
2020–21シーズン、新型コロナウイルス流行の影響で海外への渡航が困難となったため、ショートプログラム・フリーともに前シーズンのプログラムを継続することを決める。7月、任天堂のゲーム『大乱闘スマッシュブラザーズ』のトッププレイヤーとの対談や対戦をオンラインで公開し、話題を集めた。8月には自身のYouTubeチャンネル「宇野昌磨アップロードチャンネル」を開設し、動画内で「フィギュアスケート普及に少しでも貢献したい」と開設理由を語った。国内で自主練習を続けていた宇野は、9月にようやく拠点のスイスに渡航。グランプリシリーズのフランス杯にエントリーしたが、新型コロナウイルス流行の影響で同大会は中止となった。シーズン初戦となった12月の全日本選手権は、合計284.81点で羽生結弦に次ぐ総合2位となった。
3月の世界選手権、ショートプログラムでは3回転アクセルで転倒し6位発進。フリースケーティングでは冒頭の4回転サルコウで着氷が乱れたものの、その後の演技をまとめ3位、総合4位となった。帰国後は隔離が必要なことから、愛知県で4月5日・6日開催の聖火リレーの聖火ランナーを辞退。帰国後は隔離生活からそのまま国別対抗戦に臨んだ。しかし、世界選手権でシーズンを終える予定で靴を調整していた関係で、国別対抗戦まで靴がもたず、大会直前に急遽新しい靴をおろすことになった。その影響もあり、同大会はショートプログラム9位、フリースケーティング6位で終えた。

### 北京オリンピック銅メダル、世界選手権初優勝
2021–22シーズン、ショートプログラムに『オーボエ協奏曲』、フリースケーティングに『ボレロ』を使用し、フリースケーティングには自身最高難度となる4種類5本の4回転ジャンプを組み込むことを明言した。10月からは2年ぶりとなるグランプリシリーズに参戦し、初戦のスケートアメリカでヴィンセント・ジョウに次ぐ2位。平昌オリンピック後負け知らずだったネイサン・チェンに土をつけると同時に、3シーズンぶりにグランプリシリーズの表彰台に立った。2戦目となるNHK杯では優勝を果たし、グランプリファイナル進出を決めた。しかし、11月ごろから世界中に急激に広まったオミクロン株の流行にともない、同大会は中止となった。12月の全日本選手権では、開幕5日前に右足首を負傷するも羽生結弦に次ぐ2位に入り、オリンピックと世界選手権の代表に選ばれた。
北京オリンピック団体戦ではチームの先陣を切ってショートプログラムに出場。4回転-3回転の連続トウループを含む全てのジャンプを完璧に決め、自己ベストを更新する105.46点で2位につけ、チームの銅メダルに貢献した。個人戦男子シングルでは、ショートプログラムでさらに自己ベストを更新。フリースケーティングではジャンプにミスが出たものの、トータルで3位につけ、銅メダルを獲得した。オリンピック2大会連続メダル獲得は羽生結弦に次いで日本フィギュア史上2人目、平昌五輪銀メダル・北京五輪団体戦もあわせてのオリンピックのメダル3個獲得は、日本フィギュア史上最多記録となった。フランス・モンペリエで行われた世界選手権では、ショートプログラムで自己ベストを更新し首位発進、フリースケーティングでも5本の4回転ジャンプを着氷し自己ベストを更新し、初優勝を飾った。日本男子では2017年ヘルシンキ大会の羽生結弦以来5年ぶり、史上3人目の快挙となった。

### グランプリファイナル優勝、日本男子初の世界選手権連覇

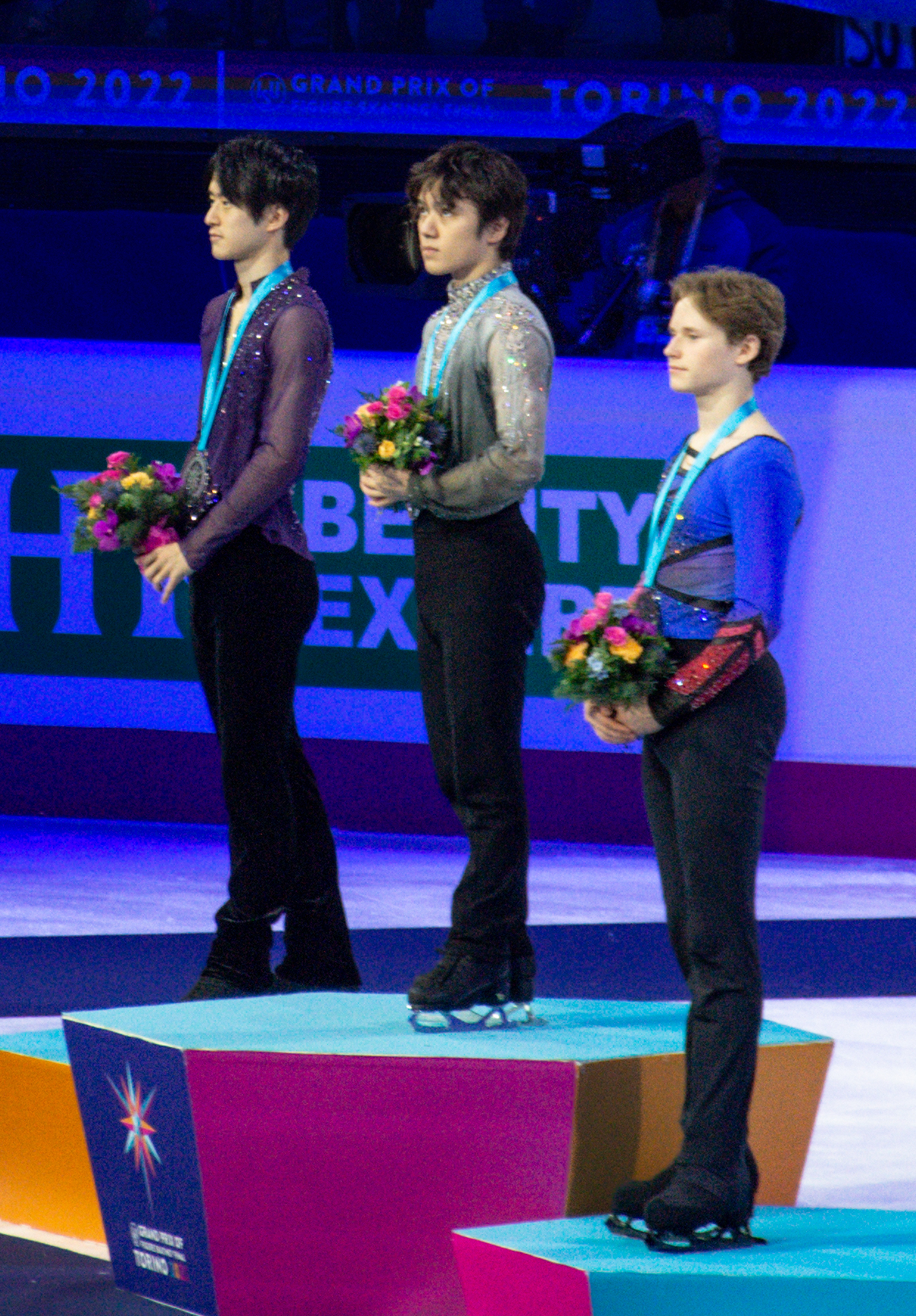
2022年グランプリファイナルの表彰式

2022–23シーズンのグランプリシリーズはスケートカナダとNHK杯に出場。2戦ともショートプログラム2位からフリースケーティング1位で逆転しての制覇となり、グランプリファイナル進出を決めた。グランプリファイナルではショートプログラム1位からフリースケーティングも自己ベストを更新して1位、合計で2位に30点差をつける高得点で初優勝を飾った。また、この優勝により、宇野は世界選手権・四大陸選手権・グランプリファイナル全てを制するキャリアグランドスラムを達成した。全日本選手権では3年ぶり5度目の優勝を飾り、世界選手権代表に選出された。
さいたま市で行われた世界選手権では、前日の公式練習で右足首を痛めるも、ショートプログラムはミスのない演技で首位発進。フリースケーティングでは5本中2本の4回転ジャンプに乱れがあったものの、2本目の4回転トウループにコンビネーションをつける機転も見せ1位、日本男子初の世界選手権連覇を果たした。同大会で負傷した右足首の回復が間に合わず、4月に出場を予定していた国別対抗戦は欠場となった。

### 競技引退
宇野は2023–24シーズンのテーマを「自己満足」とし、表現面に力を入れることを目標に掲げた。また、前シーズンまで組み込んでいた4回転サルコウを外し、3種類の4回転を4本跳ぶ構成でシーズンをスタートさせることを明言した。初戦となったグランプリシリーズの中国杯ではショートプログラムで完璧な演技を披露し1位、フリースケーティングでは冒頭2本の4回転ジャンプに失敗し、順位を落として総合2位となった。続くNHK杯ではショートプログラムで2位、フリースケーティングでは着氷した4本の4回転ジャンプ全てにクオーター（4分の1回転不足）が付き、点数が伸び悩み総合2位となった。グランプリファイナルでは、ショートプログラムでシーズンベストを更新し2位、フリースケーティングでは4本の4回転ジャンプを着氷し2位、総合でイリア・マリニンに次ぐ銀メダルを獲得した。全日本選手権では、本田武史・羽生結弦と並んで日本男子歴代2位となる6回目の優勝を果たした。
3月にモントリオールで開催された世界選手権では、ショートプログラムでシーズン世界最高得点の107.72点を記録し、2位の鍵山優真や3位のイリア・マリニンを抑え首位に立った。フリースケーティングでは冒頭の4回転ループの転倒、4回転フリップでの着氷の乱れなどミスが続き、173.13点で6位、総合280.85点で4位となった。
2024年5月9日、自身のSNSにて現役引退を発表した。5月14日には引退記者会見を開き、今後はプロスケーターとして活動することを発表した。また、2017年に入社したトヨタ自動車との社員契約は満了となったが、トヨタ側は今後も宇野のサポートを続行することが明らかになった。

### 引退後
2024年9月25日、フジテレビ系フィギュアスケートスペシャルアンバサダーに就任。2025年3月19日、自身の初プロデュースアイスショー『Ice Brave』の開催を発表。6月に愛知・福岡、7月に新潟で開催される本作は、宇野の現役時代の楽曲を使用したアイスショーとなる。

## 人物
愛知県名古屋市東区出身。名古屋市立山吹小学校、名古屋市立冨士中学校、中京大学附属中京高等学校卒業。中京大学スポーツ科学部中退。身長は157センチメートル。血液型はB型。
2015年7月から2024年4月まで、ユニバーサルスポーツマーケティングとマネジメント契約を締結していた。2024年5月からヒーローズマネジメントへ移籍した。
憧れの選手は髙橋大輔。2006年12月、全日本選手権で髙橋のフリースケーティング見たことがきっかけ。同大会には、男子唯一の花束スケーターとして浅田真央に花束を贈呈した。
3回転アクセルをジュニア時代に長期間跳べず、5年かけて会得した。一時期は周囲にやらされていたと認めるが、その後は練習の虫と称されるほど練習を大事にしている。
2018年平昌オリンピック銀メダル獲得後のインタビューでは、「五輪で2位だからうれしいとかはない」「他の試合の銀メダルとあんまり違いを感じなかった」また、「特別な場所なんだなっていうのはあったけど、僕にとっては特別じゃない。最後まで1つの試合でした」「正直、あんまり今後のためにならないかな。あまり緊張もしなかったし、新たな経験もしなかった」と宇野節を語っている。
インタビューでは「努力は必ず報われるとは思っていない。ただ、うそはつかないとは思っている」、他選手のアクシデントから何か教訓を得たかとのマスコミからの問いに「ひとのけがをしたところを見て、そういうことは考えてはいけない。答えたくもない」、五輪銀メダリストとして挑むシーズンに向けて「過去の結果に何か意識を置いたことはない。成功した人が勝つと思っているので」などの発言がある。

### 趣味・嗜好
- 偏食であり、野菜が苦手だが改善を図っている[134]。白米、肉、ミルクティーが好き。
- 平昌五輪で銀メダルを獲得した直後の文化放送『A&G TRIBAL RADIO エジソン』の生電話インタビューで、「アニメ結構見ます。僕がすごい好きだったのは、『STEINS;GATE（シュタインズゲート）』と『Charlotte（シャーロット）』」と話している。
- 練習直前までスマートフォン向けゲームをやっているほどのゲーム好きを公言しており、インタビュー内で『Vainglory（ベイングローリー）』をやり込んでいることや『荒野行動』を弟とプレイしていることについて語っている[135]。また2020年時点では『クラッシュロワイヤル』をよくプレイしていると答えている[136]。
- スマホ向け以外のゲームでも、2019年から『大乱闘スマッシュブラザーズ SPECIAL』（Nintendo Switch）を「練習が終わるとすぐに部屋に帰ってやる」ほど熱心にプレイしており、「身内ではもう対戦してくれる人がいないほど上達してしまった」と明かしている。2020年6月には、同作品の著名プレイヤーが出演するYouTube番組『ケプトの定時退社』にゲスト出演しその腕前を披露[136][137]、同7月に行われたオンライン大会『おまよわ杯』に招待されると、「得意キャラ3体を封印、使用キャラはコンピューターがランダム選択」という運も勝敗を左右する特殊ルール下ではあったものの、宇野自身が最も好きなプレイヤーに挙げていたShogunと対戦し勝利を収めるなどして世間を驚かせた[138]。

## 技術・演技

### ジャンプ
4種類の4回転ジャンプ（フリップ、ループ、サルコウ、トウループ）と全ての3回転ジャンプを跳ぶことができる。
4回転フリップは、2016年コーセー・チームチャレンジカップのショートプログラムでの成功により、ISU公認大会にISUから認定された。（ISUのバイオグラフィ には、史上初成功であるとの記録が残されていないが、他の形式で、史上初成功であるとISUから発表されている。）翌日のフリースケーティングでも成功させ、2016–17シーズン以降はショートプログラムとフリースケーティング両方の構成に組み込んでいる。
4回転ループは、2016年四大陸選手権の公式練習などで着氷を成功させていたが、試合では2017年四大陸選手権のフリースケーティングで初挑戦し成功させた。ISU公認大会では羽生結弦に次いで史上2人目の成功となった。
4回転サルコウは、2017年四大陸選手権の公式練習などで着氷を成功させていたが、試合では2017年ロンバルディア杯のフリースケーティングで初挑戦し成功させた。2017–2018シーズンのフリースケーティングに組み込んでいたが成功率が上がらず、プログラムの完成度を守るため平昌五輪前に封印した。その後、2018–19シーズンのフリースケーティングでは再び4回転サルコウを冒頭に組み込んでいる。
世界初認定の4回転フリップを始め、フリップは非常に得意で、コンビネーションジャンプにもよく使用している。2016年全日本選手権の公式練習では、4回転フリップ-3回転トウループの連続ジャンプを成功させている。また、2016年チームチャレンジカップのフリースケーティングでは3回転アクセル-1回転ループ-3回転フリップ（2018年のルールの変更以降は1回転ループは1回転オイラーと示される）の3連続ジャンプを成功させ、その後フリースケーティングの構成に組み込んでいる。また、2019年国別対抗戦フリースケーティングにおいて冒頭4回転フリップ-3回転トウループに成功した。このジャンプの公式大会での成功は史上4人目である。
3回転アクセルはイーグルからの入りで跳ぶことが多く、常にGOE（出来栄え点）2から3がつく得点源となっている。実践で成功したことはない。2017年全日本選手権では2回転アクセル-4回転トウループをフリースケーティングの後半に挑んだが、4回転が抜けてしまい失敗に終わった。2019年国別対抗戦ではフリースケーティング後半に3回転アクセル-4回転トウループを投入し、4回転トウループで転倒はしたものの、回転は認定された。

### ジャンプ以外

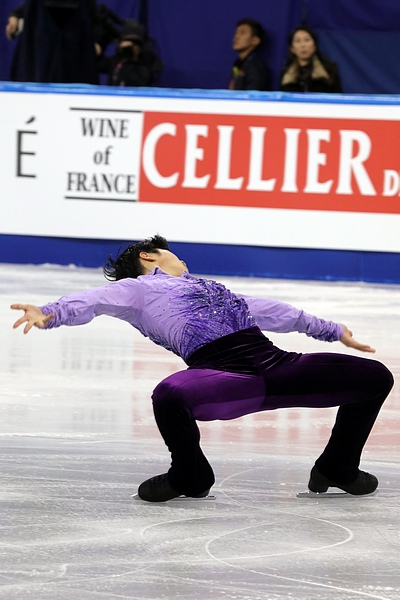
2017年四大陸選手権で披露されたクリムキンイーグル

足首や体の柔らかさと体幹に基づくクリムキンイーグルの使い手。12歳から既に観客に披露しており、氷に手を付き5秒以上姿勢を維持することも可能で、自らもトレードマークと語る。アイスショーでは上半身を後ろに深く反るだけでなく、両手を広げたままや、片手を肘までリンクにつけたり、頭の上にまっすぐ上げた両手を手首近くまでリンクに付くクリムキンイーグルも披露している。多くのプログラムにも取り入れていて、2016–17シーズンのショートプログラムには、イーグル→3回転アクセル→クリムキンイーグルを取り入れている。競技プログラムは演技時間内に必須要素を入れる必要があり4秒以内に抑えられているが、観客が湧くポイントとなっている。
スピンとステップの要素では「レベル4」を達成し多くの加点を得ることができる。2016年グランプリファイナルでのコンビネーションスピンでは、満点のGOEがついて5.00点を獲得した。2023年世界選手権のフリースケーティングではステップシークエンスで満点を獲得。2018–19シーズンのルール改正以降、男子シングル・フリースケーティングでのステップ満点獲得は世界初である。

## 競技成績

### ISUパーソナルベストスコア
- SP - ショートプログラム、FS - フリースケーティング
- TSS - 部門内合計得点（英: Total segment score）は太字
- TES - 技術要素点（英: Technical element score）、PCS - 演技構成点（英: Program component score）

| 部門 | 種類 | 得点   | 大会                       |
| ---- | ---- | ------ | -------------------------- |
| 総合 | TSS  | 312.48 | 2022年世界選手権           |
| SP   | TSS  | 109.63 | 2022年世界選手権           |
| SP   | TES  | 62.36  | 2022年世界選手権           |
| SP   | PCS  | 47.27  | 2022年世界選手権           |
| FS   | TSS  | 204.47 | 2022年グランプリファイナル |
| FS   | TES  | 111.59 | 2022年グランプリファイナル |
| FS   | PCS  | 95.14  | 2022年世界選手権           |

| 部門 | 種類 | 得点   | 大会                   |
| ---- | ---- | ------ | ---------------------- |
| 総合 | TSS  | 319.84 | 2017年ロンバルディア杯 |
| SP   | TSS  | 104.87 | 2017年ロンバルディア杯 |
| SP   | TES  | 59.17  | 2017年ロンバルディア杯 |
| SP   | PCS  | 46.74  | 2017年世界国別対抗戦   |
| FS   | TSS  | 214.97 | 2017年ロンバルディア杯 |
| FS   | TES  | 122.87 | 2017年ロンバルディア杯 |
| FS   | PCS  | 94.42  | 2017年世界選手権       |

### 戦績表
- - 国際スケート連盟認定大会
- GP - ISUグランプリシリーズ
- CS - ISUチャレンジャーシリーズ
- 括弧内の数字は団体戦における個人順位

| 大会名                | 2015–16 | 2016–17   | 2017–18 | 2018–19   | 2019–20 | 2020–21   | 2021–22 | 2022–23 | 2023–24 |
| --------------------- | ------- | --------- | ------- | --------- | ------- | --------- | ------- | ------- | ------- |
| オリンピック          |         |           | 2位     |           |         |           | 3位     |         |         |
| 世界選手権            | 7位     | 2位       | 2位     | 4位       | 中止    | 4位       | 1位     | 1位     | 4位     |
| 四大陸選手権          | 4位     | 3位       | 2位     | 1位       | 欠場    |           |         |         |         |
| GP ファイナル         | 3位     | 3位       | 2位     | 2位       |         |           | 中止    | 1位     | 2位     |
| GP NHK杯              |         |           |         | 1位       |         |           | 1位     | 1位     | 2位     |
| GP ロステレコム杯     |         | 2位       |         |           | 4位     |           |         |         |         |
| GP 中国杯             |         |           |         |           |         |           |         |         | 2位     |
| GP フランス杯         | 1位     |           | 2位     |           | 8位     | 中止      |         |         |         |
| GP スケートカナダ     |         |           | 1位     | 1位       |         |           |         | 1位     |         |
| GP スケートアメリカ   | 2位     | 1位       |         |           |         |           | 2位     |         |         |
| CS フィンランディア杯 |         |           |         |           | 1位     |           |         |         |         |
| CS ロンバルディア杯   |         | 1位       | 1位     | 1位       |         |           |         |         |         |
| CS USクラシック       | 5位     |           |         |           |         |           |         |         |         |
| チャレンジカップ      |         |           |         | 欠場      | 1位     |           |         |         |         |
| プランタン杯          |         | 1位       |         |           |         |           |         |         |         |
| アジア冬季大会        |         | 1位       |         |           |         |           |         |         |         |
| オリンピック団体戦    |         |           | 5位     |           |         |           | 2位     |         |         |
| 世界国別対抗戦        |         | 1位 (1位) |         | 2位 (3位) |         | 3位 (7位) |         | 欠場    |         |
| 全日本選手権          | 2位     | 1位       | 1位     | 1位       | 1位     | 2位       | 2位     | 1位     | 1位     |

- JGP - ISUジュニアグランプリシリーズ
- S - シニアクラス、無印 - ジュニアクラス
- A - ノービスAクラス、B - ノービスBクラス

| 大会名                   | 2006–07 | 2007–08 | 2008–09 | 2009–10 | 2010–11 | 2011–12 | 2012–13 | 2013–14 | 2014–15 |
| ------------------------ | ------- | ------- | ------- | ------- | ------- | ------- | ------- | ------- | ------- |
| ユースオリンピック       |         |         |         |         |         | 2位     |         |         |         |
| 世界ジュニア選手権       |         |         |         |         |         | 10位    | 7位     | 5位     | 1位     |
| 四大陸選手権             |         |         |         |         |         |         |         |         | 5位 S   |
| JGP ファイナル           |         |         |         |         |         |         |         |         | 1位     |
| JGP クロアチア杯         |         |         |         |         |         |         |         |         | 1位     |
| JGP メ～テレ杯           |         |         |         |         |         |         |         |         | 2位     |
| JGP タリン杯             |         |         |         |         |         | 3位     |         | 4位     |         |
| JGP リガ杯               |         |         |         |         |         |         |         | 3位     |         |
| JGP S.ブレッド杯         |         |         |         |         |         |         | 6位     |         |         |
| JGP B.シュベルター杯     |         |         |         |         |         |         | 2位     |         |         |
| JGP バルティック杯       |         |         |         |         |         | 4位     |         |         |         |
| アジアフィギュア杯       |         |         |         |         |         |         |         |         | 1位 S   |
| ガルデナスプリング杯     |         |         |         |         |         |         |         | 1位 S   |         |
| ユースオリンピック団体戦 |         |         |         |         |         | 1位     |         |         |         |
| 全日本選手権             |         |         |         |         |         | 9位 S   | 11位 S  | 7位 S   | 2位 S   |
| 全日本ジュニア選手権     |         |         |         | 3位     | 4位     | 5位     | 2位     | 2位     | 1位     |
| 全日本ノービス選手権     | 4位 B   | 1位 B   | 1位 B   | 1位 A   | 1位 A   |         |         |         |         |

### 詳細

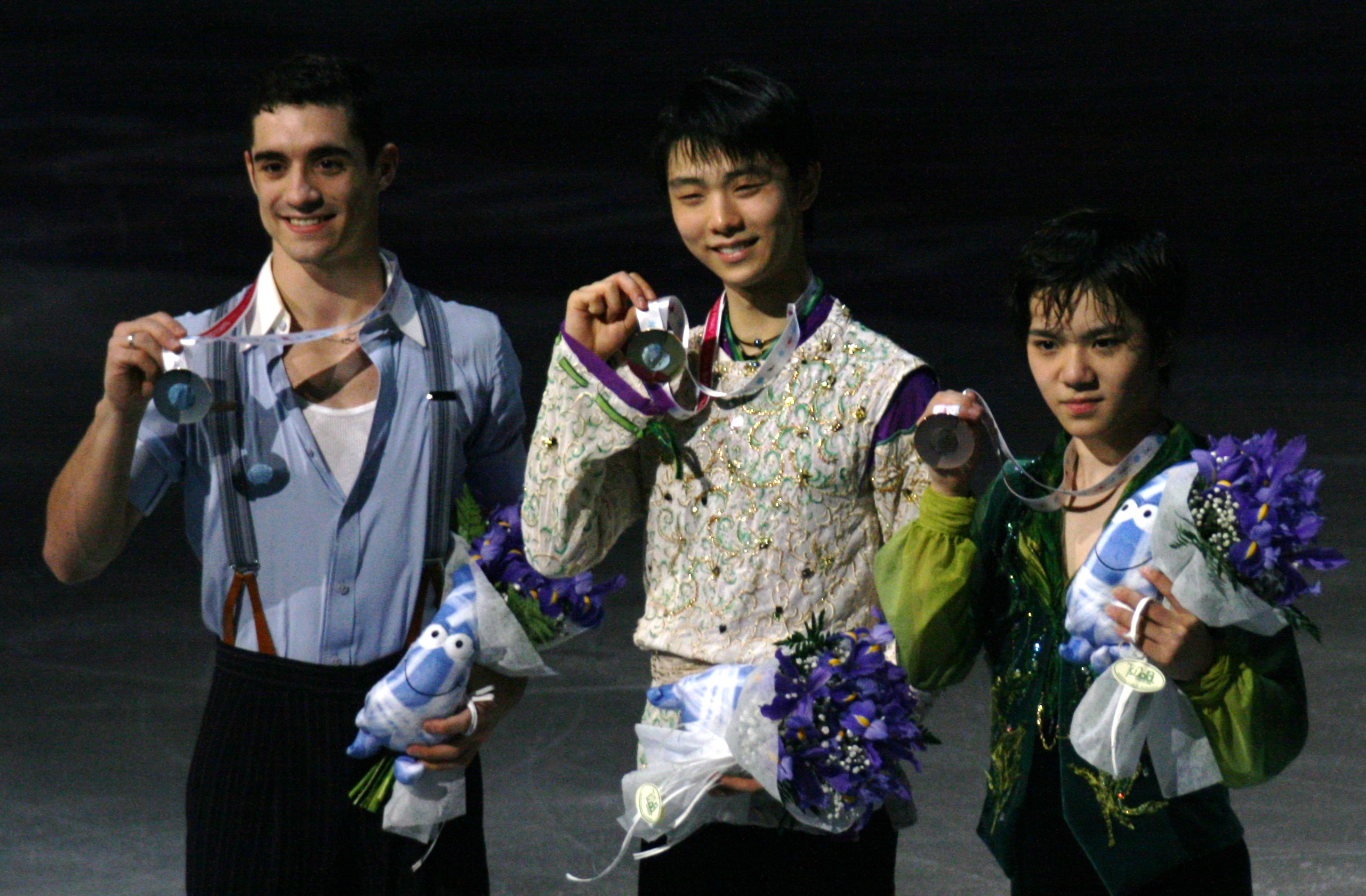
2015年グランプリファイナル銅メダル

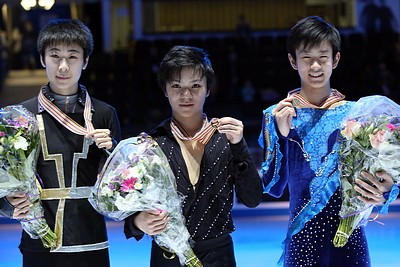
2015年世界ジュニア選手権優勝

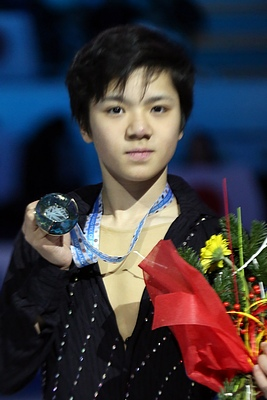
2014年ジュニアグランプリファイナル優勝

- SP – ショートプログラム
- FS – フリースケーティング

| 2023-2024 シーズン    |                                                      |          |          |          |
| 開催日                | 大会名                                               | SP       | FS       | 結果     |
| 2024年3月18日 - 24日  | 2024年世界フィギュアスケート選手権（モントリオール） | 1 107.72 | 6 173.13 | 4 280.85 |
| 2023年12月20日 - 24日 | 第92回全日本フィギュアスケート選手権（長野）         | 1 104.69 | 2 193.35 | 1 298.04 |
| 2023年12月7日 - 10日  | 2023/2024 ISUグランプリファイナル（北京）            | 2 106.02 | 2 191.32 | 2 297.34 |
| 2023年11月24日 - 26日 | ISUグランプリシリーズNHK杯（門真）                   | 2 100.20 | 1 186.35 | 2 286.55 |
| 2023年11月10日 - 12日 | ISUグランプリシリーズ中国杯（重慶）                  | 1 105.25 | 2 174.73 | 2 279.98 |

| 2022-2023 シーズン    |                                                  |          |          |          |
| 開催日                | 大会名                                           | SP       | FS       | 結果     |
| 2023年4月13日 - 16日  | 2023年世界フィギュアスケート国別対抗戦（東京）   |          |          | 欠場     |
| 2023年3月20日 - 26日  | 2023年世界フィギュアスケート選手権（さいたま）   | 1 104.63 | 1 196.51 | 1 301.14 |
| 2022年12月21日 - 25日 | 第91回全日本フィギュアスケート選手権（門真）     | 1 100.45 | 1 191.28 | 1 291.73 |
| 2022年12月8日 - 11日  | 2022/2023 ISUグランプリファイナル（トリノ）      | 1 99.99  | 1 204.47 | 1 304.46 |
| 2022年11月18日 - 20日 | ISUグランプリシリーズNHK杯（札幌）               | 2 91.66  | 1 188.10 | 1 279.76 |
| 2022年10月28日 - 30日 | ISUグランプリシリーズ スケートカナダ（ミシサガ） | 2 89.98  | 1 183.17 | 1 273.15 |
| 2022年10月8日         | ジャパンオープン2022（さいたま）                 | -        | 1 193.80 | 1 団体   |

| 2021-2022 シーズン    |                                                      |          |          |          |
| 開催日                | 大会名                                               | SP       | FS       | 結果     |
| 2022年3月21日 - 27日  | 2022年世界フィギュアスケート選手権（モンペリエ）     | 1 109.63 | 1 202.85 | 1 312.48 |
| 2022年2月8日 - 10日   | 北京オリンピック（北京）                             | 3 105.90 | 5 187.10 | 3 293.00 |
| 2022年2月4日 - 7日    | 北京オリンピック 団体戦（北京）                      | 2 105.46 | -        | 2 団体   |
| 2021年12月22日 - 26日 | 第90回全日本フィギュアスケート選手権（さいたま）     | 2 101.88 | 3 193.94 | 2 295.82 |
| 2021年11月12日 - 14日 | ISUグランプリシリーズ NHK杯（東京）                  | 1 102.58 | 1 187.57 | 1 290.15 |
| 2021年10月22日 - 24日 | ISUグランプリシリーズ スケートアメリカ（ラスベガス） | 2 89.07  | 2 181.61 | 2 270.68 |

| 2020-2021 シーズン    |                                                      |         |          |                 |
| 開催日                | 大会名                                               | SP      | FS       | 結果            |
| 2021年4月15日 - 18日  | 2021年世界フィギュアスケート国別対抗戦（大阪）       | 9 77.46 | 6 164.96 | 3 団体 (242.42) |
| 2021年3月22日 - 28日  | 2021年世界フィギュアスケート選手権（ストックホルム） | 6 92.62 | 3 184.82 | 4 277.44        |
| 2020年12月24日 - 27日 | 第89回全日本フィギュアスケート選手権（長野）         | 3 94.22 | 2 190.59 | 2 284.81        |
| 2020年11月13日 - 15日 | ISUグランプリシリーズ フランス国際（グルノーブル）   |         |          | 中止            |

| 2019-2020 シーズン    |                                                          |          |          |          |
| 開催日                | 大会名                                                   | SP       | FS       | 結果     |
| 2020年3月16日 - 22日  | 2020年世界フィギュアスケート選手権（モントリオール）     |          |          | 中止     |
| 2020年2月20日 - 23日  | チャレンジカップ2020（デン・ハーグ）                     | 1 91.71  | 1 198.70 | 1 290.41 |
| 2020年2月4日 - 9日    | 2020年四大陸フィギュアスケート選手権（ソウル）           |          |          | 欠場     |
| 2019年12月19日 - 22日 | 第88回全日本フィギュアスケート選手権（東京）             | 2 105.71 | 1 184.86 | 1 290.57 |
| 2019年11月15日 - 17日 | ISUグランプリシリーズ ロステレコム杯（モスクワ）         | 4 87.29  | 4 164.95 | 4 252.24 |
| 2019年11月1日 - 3日   | ISUグランプリシリーズ フランス国際（グルノーブル）       | 4 79.05  | 9 136.79 | 8 215.84 |
| 2019年10月11日 - 13日 | ISUチャレンジャーシリーズ フィンランディア杯（エスポー） | 2 92.28  | 1 162.95 | 1 255.23 |
| 2019年10月5日         | 2019年ジャパンオープン（さいたま）                       |          | 2 169.09 | 2 団体   |

| 2018 -2019 シーズン   |                                                                |          |          |          |
| 開催日                | 大会名                                                         | SP       | FS       | 結果     |
| 2019年4月11日 - 14日  | 2019年世界フィギュアスケート国別対抗戦（福岡市）               | 3 92.78  | 3 189.46 | 2 団体   |

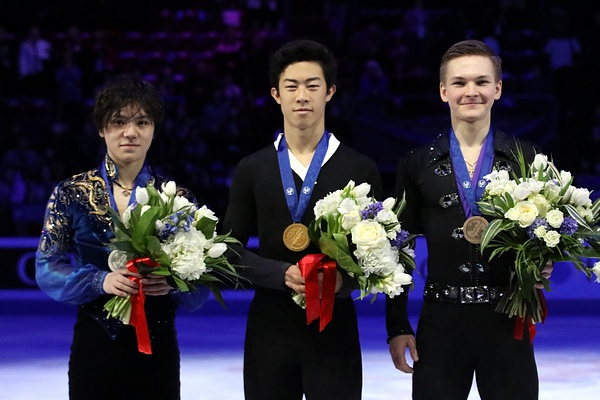
2018年世界選手権銀メダル

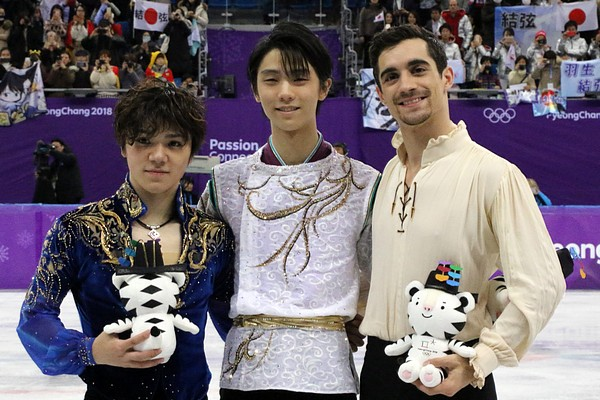
2018年平昌オリンピック銀メダル

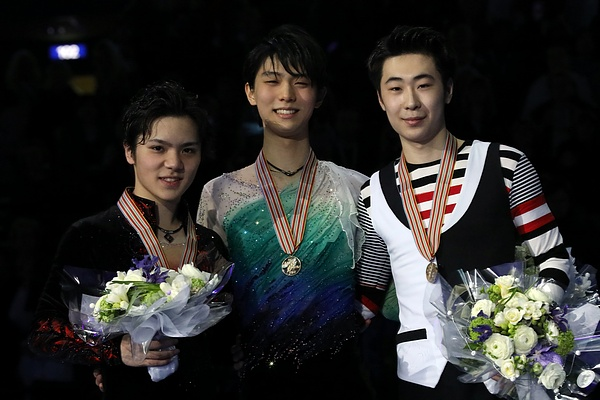
2017年世界選手権銀メダル

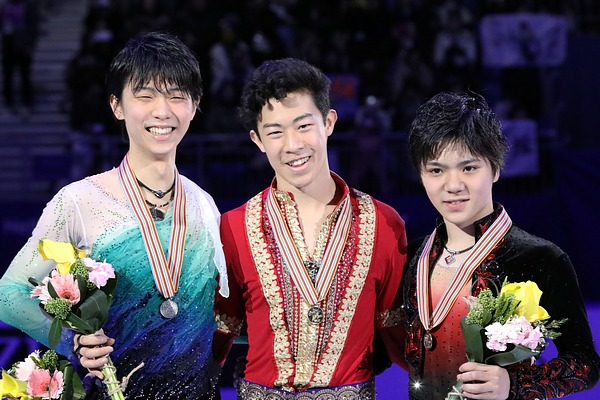
2017年四大陸選手権銅メダル

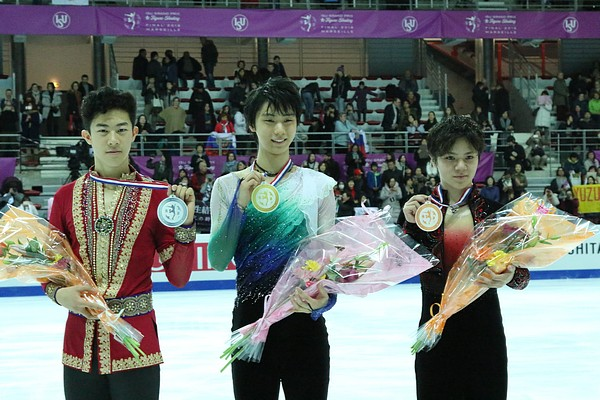
2016年グランプリファイナル銅メダル

| 2019年3月18日 - 24日  | 2019年世界フィギュアスケート選手権（さいたま）                 | 6 91.40  | 4 178.92 | 4 270.32 |
| 2019年2月21日 - 24日  | チャレンジカップ2019（デン・ハーグ）                           |          |          | 欠場     |

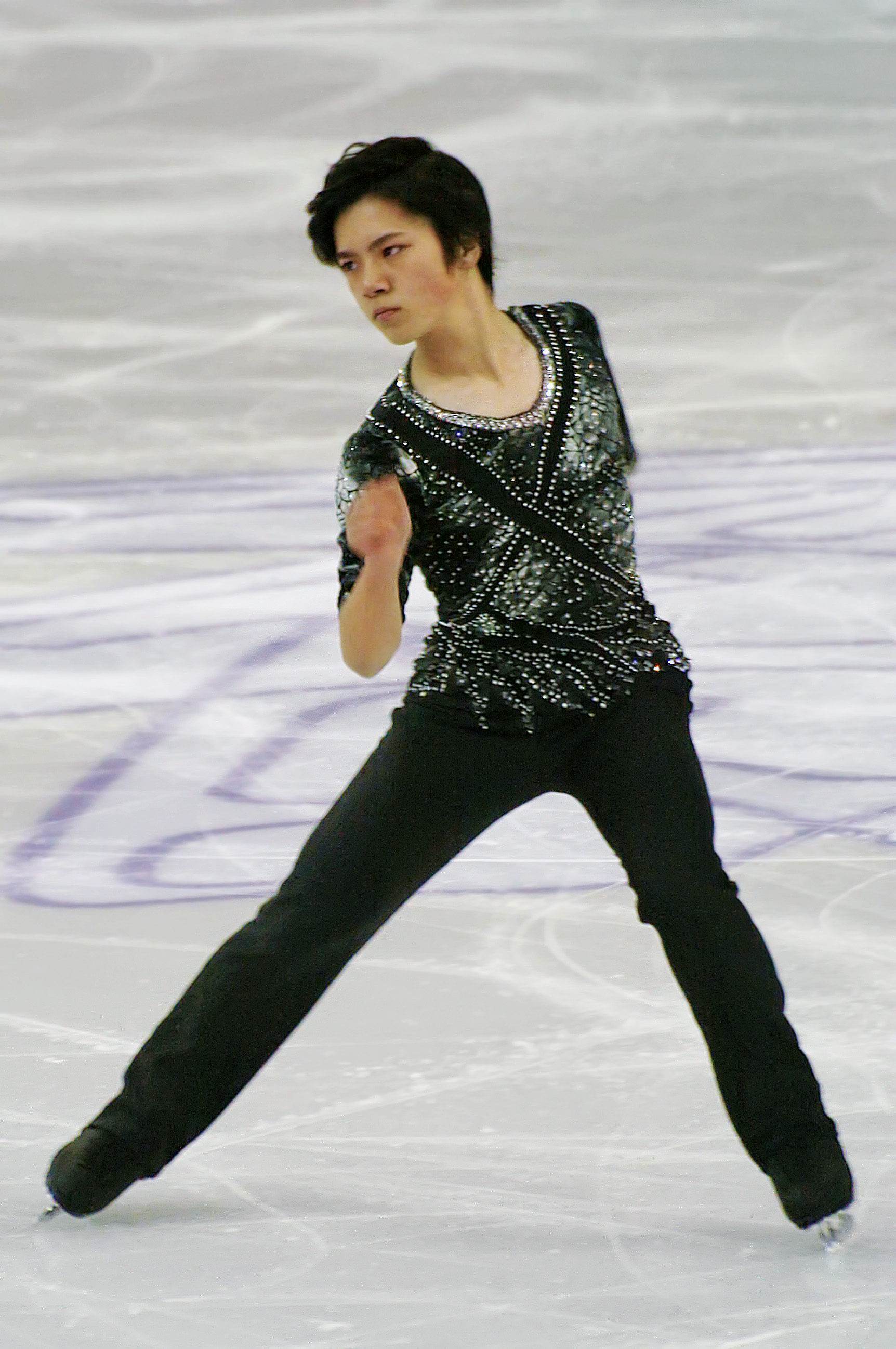
2015年グランプリファイナルのショートプログラム

| 2019年2月4日 - 10日   | 2019年四大陸フィギュアスケート選手権（アナハイム）             | 4 91.76  | 1 197.36 | 1 289.12 |
| 2018年12月20日 - 24日 | 第87回全日本フィギュアスケート選手権（門真）                   | 1 102.06 | 1 187.04 | 1 289.10 |
| 2018年12月5日 - 9日   | 2018/2019 ISUグランプリファイナル（バンクーバー）              | 2 91.67  | 2 183.48 | 2 275.10 |
| 2018年11月8日 - 11日  | ISUグランプリシリーズ NHK杯（広島）                            | 1 92.49  | 1 183.96 | 1 276.45 |
| 2018年10月26日 - 28日 | ISUグランプリシリーズ スケートカナダ（ラヴァル）               | 2 88.87  | 1 188.38 | 1 277.25 |
| 2018年10月6日         | 2018年ジャパンオープン（さいたま）                             |          | 1 186.69 | 1 団体   |
| 2018年9月12日 - 16日  | ISUチャレンジャーシリーズ ロンバルディアトロフィー（ベルガモ） | 1 104.15 | 1 172.05 | 1 276.20 |

| 2017-2018 シーズン    |                                                               |          |          |          |
| 開催日                | 大会名                                                        | SP       | FS       | 結果     |
| 2018年3月19日 - 25日  | 2018年世界フィギュアスケート選手権（ミラノ）                  | 5 94.26  | 2 179.51 | 2 273.77 |
| 2018年2月16日 - 17日  | 平昌オリンピック（平昌）                                      | 3 104.17 | 3 202.73 | 2 306.90 |
| 2018年2月9日 - 12日   | 平昌オリンピック 団体戦（平昌）                               | 1 103.25 | -        | 5 団体   |
| 2018年1月24日 - 27日  | 2018年四大陸フィギュアスケート選手権（台北）                  | 1 100.49 | 2 197.45 | 2 297.94 |
| 2017年12月20日 - 24日 | 第86回全日本フィギュアスケート選手権（東京）                  | 1 96.83  | 1 186.47 | 1 283.30 |
| 2017年12月7日 - 10日  | 2017/2018 ISUグランプリファイナル（名古屋）                   | 2 101.51 | 1 184.50 | 2 286.01 |
| 2017年11月17日 - 19日 | ISUグランプリシリーズ フランス杯（グルノーブル）              | 2 93.92  | 1 179.40 | 2 273.32 |
| 2017年10月27日 - 29日 | ISUグランプリシリーズ スケートカナダ（レジャイナ）            | 1 103.62 | 1 197.48 | 1 301.10 |
| 2017年10月7日         | 2017年ジャパンオープン（さいたま）                            |          | 3 175.45 | 2 団体   |
| 2017年9月14日 - 17日  | ISUチャレンジャーシリーズロンバルディアトロフィー（ベルガモ） | 1 104.87 | 1 214.97 | 1 319.84 |

| 2016-2017 シーズン     |                                                                |          |          |                 |
| 開催日                 | 大会名                                                         | SP       | FS       | 結果            |
| 2017年4月20日 - 23日   | 2017年世界フィギュアスケート国別対抗戦（東京）                 | 1 103.53 | 2 198.49 | 1 団体 (302.02) |
| 2017年3月27日 - 4月2日 | 2017年世界フィギュアスケート選手権（ヘルシンキ）               | 2 104.86 | 2 214.45 | 2 319.31        |
| 2017年3月10日 - 12日   | 2017年プランタン杯（コッケルシュエール）                       | 1 104.31 | 1 199.37 | 1 303.68        |
| 2017年2月25日 - 28日   | 2017年冬季アジア大会（札幌市）                                 | 2 92.43  | 1 188.84 | 1 281.27        |
| 2017年2月14日 - 19日   | 2017年四大陸フィギュアスケート選手権（江陵）                   | 2 100.28 | 3 187.77 | 3 288.05        |
| 2016年12月22日 - 25日  | 第85回全日本フィギュアスケート選手権（門真）                   | 2 88.05  | 1 192.36 | 1 280.41        |
| 2016年12月8日 - 11日   | 2016/2017 ISUグランプリファイナル（マルセイユ）                | 4 86.82  | 2 195.69 | 3 282.51        |
| 2016年11月4日 - 6日    | ISUグランプリシリーズ ロステレコム杯（モスクワ）               | 1 98.59  | 2 186.48 | 2 285.07        |
| 2016年10月21日 - 23日  | ISUグランプリシリーズ スケートアメリカ（シカゴ）               | 1 89.15  | 1 190.19 | 1 279.34        |
| 2016年10月1日          | 2016年ジャパンオープン（さいたま）                             | -        | 1 198.55 | 1 団体          |
| 2016年9月8日 - 11日    | ISUチャレンジャーシリーズ ロンバルディアトロフィー（ベルガモ） | 1 86.68  | 2 172.25 | 1 258.93        |

| 2015-2016 シーズン     |                                                                                |          |          |                  |
| 開催日                 | 大会名                                                                         | SP       | FS       | 結果             |
| 2016年4月22日 - 24日   | 2016年コーセー・チームチャレンジカップ（スポケーン）                           | 1 105.74 | 1 192.92 | [ 180 ] [ 注 9 ] |
| 2016年3月26日 - 4月3日 | 2016年世界フィギュアスケート選手権（ボストン）                                 | 4 90.74  | 6 173.51 | 7 264.25         |
| 2016年2月16日 - 21日   | 2016年四大陸フィギュアスケート選手権（台北）                                   | 2 92.99  | 5 176.82 | 4 269.81         |
| 2015年12月24日 - 27日  | 第84回全日本フィギュアスケート選手権（札幌）                                   | 2 97.94  | 3 169.21 | 2 267.15         |
| 2015年12月9日 - 13日   | 2015/2016 ISUグランプリファイナル（バルセロナ）                                | 4 86.47  | 4 190.32 | 3 276.79         |
| 2015年11月13日 - 15日  | ISUグランプリシリーズ エリック・ボンパール杯（ボルドー）                       | 1 89.56  | 中止     | 1                |
| 2015年10月23日 - 25日  | ISUグランプリシリーズ スケートアメリカ（ミルウォーキー）                       | 4 80.78  | 1 176.65 | 2 257.43         |
| 2015年10月3日          | 2015年ジャパンオープン（さいたま）                                             | -        | 1 185.48 | 1 団体           |
| 2015年9月16日 - 20日   | ISUチャレンジャーシリーズ USインターナショナルクラシック（ソルトレイクシティ） | 9 52.45  | 1 154.96 | 5 207.41         |

| 2014-2015 シーズン  |                                                         |            |         |          |          |         |
| 開催日              | 大会名                                                  | カテゴリー | SP      | FS       | 結果     | 参照    |
| 2015年3月2日-8日    | 2015年世界ジュニアフィギュアスケート選手権（タリン）    | ジュニア   | 1 84.87 | 2 147.67 | 1 232.54 | [ 189 ] |
| 2015年2月9日-15日   | 2015年四大陸フィギュアスケート選手権（ソウル）          | シニア     | 2 88.90 | 5 167.55 | 5 256.45 | [ 190 ] |
| 2015年1月21日-25日  | 第64回全国高校インターハイ（名古屋）                    | ジュニア   | 1 73.67 | 1 165.40 | 1 239.07 | [ 191 ] |
| 2014年12月25日-28日 | 第83回全日本フィギュアスケート選手権（長野）            | シニア     | 3 85.53 | 3 165.75 | 2 251.28 | [ 192 ] |
| 2014年12月11日-14日 | 2014/2015 ISUジュニアグランプリファイナル（バルセロナ） | ジュニア   | 3 75.21 | 1 163.06 | 1 238.27 | [ 193 ] |
| 2014年12月4日-7日   | 第24回愛知県フィギュアスケート競技会（名古屋）          | シニア     | 1 87.14 |          | 1        | [ 194 ] |
| 2014年11月22日-24日 | 第83回全日本フィギュアスケートジュニア選手権（新潟）    | ジュニア   | 1 82.72 | 2 128.00 | 1 210.72 | [ 195 ] |
| 2014年10月8日-11日  | ISUジュニアグランプリ クロアチア杯（ザグレブ）          | ジュニア   | 1 74.82 | 1 152.69 | 1 227.51 | [ 196 ] |
| 2014年9月11日-14日  | ISUジュニアグランプリ メ～テレ杯（長久手）              | ジュニア   | 2 69.78 | 2 150.21 | 2 219.99 | [ 197 ] |
| 2014年8月6日-10日   | 2014年アジアフィギュア杯（台北）                        | シニア     | 1 71.89 | 1 151.26 | 1 223.15 | [ 198 ] |

| 2013-2014 シーズン     |                                                           |            |         |          |          |         |
| 開催日                 | 大会名                                                    | カテゴリー | SP      | FS       | 結果     | 参照    |
| 2014年3月28日-30日     | 2014年ガルデナスプリング杯（ガルデナ）                    | シニア     | 1 72.26 | 1 145.51 | 1 217.77 | [ 199 ] |
| 2014年3月10日-16日     | 2014年世界ジュニアフィギュアスケート選手権（ソフィア）    | ジュニア   | 3 70.67 | 5 135.83 | 5 206.50 | [ 200 ] |
| 2014年2月7日-11日      | 第50回中部日本フィギュアスケート選手権（名古屋）          | ジュニア   | 1 75.17 | 1 139.89 | 1 215.06 | [ 201 ] |
| 2014年1月27日-31日     | 第69回国民体育大会冬季大会 フィギュアスケート競技（日光） | ジュニア   | 1 69.40 | 1 141.38 | 1 210.78 | [ 202 ] |
| 2014年1月20日-24日     | 第63回全国高校インターハイ（三沢）                        | ジュニア   | 1 70.86 | 1 139.12 | 1 209.98 | [ 203 ] |
| 2013年12月20日-23日    | 第82回全日本フィギュアスケート選手権（さいたま）          | シニア     | 6 72.15 | 7 144.34 | 7 216.49 | [ 204 ] |
| 2013年11月29日-12月1日 | 第23回愛知県フィギュアスケート競技会（名古屋）            | シニア     | 1 72.89 |          | 1        | [ 205 ] |
| 2013年11月22日-24日    | 第82回全日本フィギュアスケートジュニア選手権（名古屋）    | ジュニア   | 2 71.61 | 3 134.49 | 2 206.10 | [ 206 ] |
| 2013年11月1日-4日      | 第30回西日本フィギュアスケートジュニア選手権（京都）      | ジュニア   | 1 70.37 | 2 130.34 | 2 200.71 | [ 207 ] |
| 2013年10月9日-13日     | ISUジュニアグランプリ タリン杯（タリン）                  | ジュニア   | 3 67.09 | 3 130.73 | 4 197.82 | [ 208 ] |
| 2013年9月27日-29日     | 2013年中部フィギュアスケート選手権（長久手）              | ジュニア   | 1 70.18 | 1 129.26 | 1 199.44 | [ 209 ] |
| 2013年8月27日-9月1日   | ISUジュニアグランプリ リガ杯（リガ）                      | ジュニア   | 6 58.22 | 3 117.59 | 3 175.81 | [ 210 ] |

| 2012-2013 シーズン   |                                                                |            |          |           |           |         |
| 開催日               | 大会名                                                         | カテゴリー | SP       | FS        | 結果      | 参照    |
| 2013年3月20日-24日   | 第49回中部日本フィギュアスケート選手権（名古屋）               | シニア     | 1 60.56  | 1 131.84  | 1 192.40  | [ 211 ] |
| 2013年2月25日-3月3日 | 2013年世界ジュニアフィギュアスケート選手権（ミラノ）           | ジュニア   | 7 61.66  | 6 125.42  | 7 187.08  | [ 212 ] |
| 2013年2月13日-17日   | 平成24年度愛知県フィギュアスケート選手権（名古屋）             | ジュニア   | 1 67.24  | 1 132.60  | 1 199.84  | [ 213 ] |
| 2013年2月2日-5日     | 第33回全国中学校スケート大会（長野）                           | ジュニア   | 1 69.28  | 1 132.73  | 1 202.01  | [ 214 ] |
| 2012年12月20日-24日  | 第81回全日本フィギュアスケート選手権（札幌）                   | シニア     | 10 67.56 | 10 131.47 | 11 199.03 | [ 215 ] |
| 2012年12月6日-9日    | 第22回愛知県フィギュアスケート競技会（名古屋）                 | シニア     | 1 61.59  |           | 1         | [ 216 ] |
| 2012年11月17日-18日  | 第81回全日本フィギュアスケートジュニア選手権（西東京）         | ジュニア   | 2 66.21  | 2 124.37  | 2 190.58  | [ 217 ] |
| 2012年11月1日-4日    | 第29回西日本フィギュアスケートジュニア選手権（福岡）           | ジュニア   | 3 60.38  | 3 118.47  | 3 178.85  | [ 218 ] |
| 2012年10月10日-14日  | ISUジュニアグランプリ ブラエオン・シュベルター杯（ケムニッツ） | ジュニア   | 2 63.48  | 1 125.00  | 2 188.48  | [ 219 ] |
| 2012年9月26日-30日   | ISUジュニアグランプリ センシラ・ブレッド杯（ブレッド）         | ジュニア   | 4 61.42  | 6 112.92  | 6 174.34  | [ 220 ] |

| 2011-2012 シーズン    |                                                           |            |          |           |           |         |
| 開催日                | 大会名                                                    | カテゴリー | SP       | FS        | 結果      | 参照    |
| 2012年3月22日-25日    | 平成23年度愛知県フィギュアスケート選手権（名古屋）        | シニア     | 3 61.33  | 3 121.91  | 3 183.24  | [ 221 ] |
| 2012年2月27日-3月4日  | 2012年世界ジュニアフィギュアスケート選手権（ミンスク）    | ジュニア   | 10 57.71 | 10 118.21 | 10 175.92 | [ 222 ] |
| 2012年2月10日-12日    | 第48回中部日本フィギュアスケート選手権（長野）            | ジュニア   |          | 1 131.38  | 1         | [ 223 ] |
| 2012年1月28日-30日    | 第32回全国中学校スケート大会（長野）                      | ジュニア   | 1 62.76  | 1 120.82  | 1 183.58  | [ 224 ] |
| 2012年1月21日         | インスブルックユースオリンピック 団体戦（インスブルック） | ジュニア   |          | 2 112.72  | 1 団体    | [ 225 ] |
| 2012年1月14日-16日    | インスブルックユースオリンピック（インスブルック）        | ジュニア   | 6 51.52  | 2 115.63  | 2 167.15  | [ 225 ] |
| 2011年12月22日-26日   | 第80回全日本フィギュアスケート選手権（門真）              | シニア     | 7 63.49  | 10 126.93 | 9 190.42  | [ 226 ] |
| 2011年12月8日-11日    | 第21回愛知県フィギュアスケート競技会（名古屋）            | シニア     | 1 60.38  |           | 1         | [ 227 ] |
| 2011年11月25日-27日   | 第80回全日本フィギュアスケートジュニア選手権（八戸）      | ジュニア   | 3 61.56  | 5 111.90  | 5 173.46  | [ 228 ] |
| 2011年11月3日-6日     | 第28回西日本フィギュアスケートジュニア選手権（京都）      | ジュニア   | 4 61.75  | 3 119.28  | 3 181.03  | [ 229 ] |
| 2011年10月12日-16日   | ISUジュニアグランプリ タリン杯（タリン）                  | ジュニア   | 4 56.29  | 3 118.86  | 3 175.15  | [ 230 ] |
| 2011年9月30日-10月2日 | 2011年中部フィギュアスケート選手権（長久手）              | ジュニア   | 1 59.38  | 1 114.35  | 1 173.73  | [ 231 ] |
| 2011年9月14日-18日    | ISUジュニアグランプリ バルティック杯（グダニスク）        | ジュニア   | 8 48.69  | 3 114.55  | 4 163.24  | [ 232 ] |

| 2010-2011 シーズン  |                                                            |            |         |          |          |         |
| 開催日              | 大会名                                                     | カテゴリー | SP      | FS       | 結果     | 参照    |
| 2011年3月11日-13日  | 平成22年度愛知県フィギュアスケート選手権（名古屋）         | ジュニア   | 1 54.69 | 1 120.66 | 1 175.35 | [ 233 ] |
| 2011年3月5日        | 三笠宮賜杯第59回中部日本スケート競技大会（名古屋）         | ジュニア   | 1 53.56 | 1 108.66 | 1 162.22 | [ 234 ] |
| 2011年2月10日-13日  | 第47回中部日本フィギュアスケート選手権（甲府）             | ジュニア   |         | 1 114.12 | 1        | [ 235 ] |
| 2011年1月29日-31日  | 第31回全国中学校スケート大会（長野）                       | ジュニア   | 1 52.19 | 1 108.93 | 1 161.12 | [ 236 ] |
| 2010年12月3日-5日   | 第20回愛知県フィギュアスケート競技会（名古屋）             | シニア     | 2 54.66 |          | 2        | [ 237 ] |
| 2010年11月26日-28日 | 第79回全日本フィギュアスケートジュニア選手権（ひたちなか） | ジュニア   | 3 57.62 | 8 94.42  | 4 152.04 | [ 238 ] |
| 2010年10月29日-31日 | 第14回全日本フィギュアスケートノービス選手権（千葉）       | ノービスA  |         | 1 101.33 | 1        | [ 239 ] |
| 2010年10月1日-3日   | 2010年中部フィギュアスケート選手権（長久手）               | ノービスA  |         | 1 114.53 | 1        | [ 240 ] |

| 2009-2010 シーズン  |                                                      |            |         |          |          |         |
| 開催日              | 大会名                                               | カテゴリー | SP      | FS       | 結果     | 参照    |
| 2010年3月25日-28日  | スケートコペンハーゲン（コペンハーゲン）             | ノービス   | 1 53.82 | 1 96.26  | 1 150.08 | [ 241 ] |
| 2010年3月19日-22日  | 第46回中部日本フィギュアスケート選手権（名古屋）     | ジュニア   |         | 1 110.92 | 1        | [ 242 ] |
| 2010年2月19日-21日  | 平成21年度愛知県フィギュアスケート選手権（名古屋）   | ジュニア   | 1 55.30 | 1 91.88  | 1 147.18 | [ 243 ] |
| 2009年11月27日-29日 | 第19回愛知県フィギュアスケート競技会（名古屋）       | ジュニア   | 1 51.83 |          | 1        | [ 244 ] |
| 2009年11月21日-23日 | 第78回全日本フィギュアスケートジュニア選手権（横浜） | ジュニア   | 4 52.95 | 4 95.09  | 3 148.04 | [ 245 ] |
| 2009年10月23日-25日 | 第13回全日本フィギュアスケートノービス選手権（八戸） | ノービスA  |         | 1 91.91  | 1        | [ 246 ] |
| 2009年9月25日-27日  | 2009年中部フィギュアスケート選手権（長久手）         | ノービスA  |         | 1 94.40  | 1        | [ 247 ] |

| 2008-2009 シーズン   |                                                      |            |         |         |          |         |
| 開催日               | 大会名                                               | カテゴリー | SP      | FS      | 結果     | 参照    |
| 2009年3月19日-22日   | 第45回中部日本フィギュアスケート選手権（名古屋）     | ジュニア   | 1 42.66 | 2 84.66 | 1 127.32 | [ 248 ] |
| 2010年3月5日-8日     | エイゴンチャレンジカップ（ハーグ）                   | デブス     | 1 35.93 | 1 63.83 | 1 99.76  |         |
| 2009年2月28日-3月1日 | 三笠宮賜杯第57回中部日本スケート競技大会（名古屋）   | Bクラス    |         | 1 65.66 | 1        | [ 249 ] |
| 2009年2月20日-22日   | 平成20年度愛知県フィギュアスケート選手権（名古屋）   | Cクラス    |         | 1 66.51 | 1        | [ 250 ] |
| 2008年12月5日-7日    | 第18回愛知県フィギュアスケート競技会（名古屋）       | ジュニア   | 1 39.38 |         | 1        | [ 251 ] |
| 2008年11月8日-9日    | 第12回全日本フィギュアスケートノービス選手権（八戸） | ノービスB  |         | 1 74.74 | 1        | [ 252 ] |
| 2008年9月26日-28日   | 2008年中部フィギュアスケート選手権（長久手）         | ノービスB  |         | 1 69.14 | 1        | [ 253 ] |

| 2007-2008 シーズン  |                                                      |              |         |         |         |         |
| 開催日              | 大会名                                               | カテゴリー   | SP      | FS      | 結果    | 参照    |
| 2008年3月29日-30日  | スケートコペンハーゲン（コペンハーゲン）             | スプリングス |         | 1 52.35 | 1       |         |
| 2008年2月22日-24日  | 平成19年度愛知県フィギュアスケート選手権（名古屋）   | ジュニア     | 6 30.96 | 6 61.26 | 6 92.22 | [ 254 ] |
| 2007年12月8日-9日   | 第17回愛知県フィギュアスケート競技会（長久手）       | ノービスB    |         | 1 56.25 | 1       | [ 255 ] |
| 2007年10月27日-28日 | 第11回全日本フィギュアスケートノービス選手権（八戸） | ノービスB    |         | 1 60.37 | 1       | [ 256 ] |
| 2007年9月28日-30日  | 2007年中部フィギュアスケート選手権（長久手）         | ノービスB    |         | 1 59.27 | 1       | [ 257 ] |

| 2006-2007 シーズン  |                                                      |            |         |         |          |         |
| 開催日              | 大会名                                               | カテゴリー | SP      | FS      | 結果     | 参照    |
| 2007年3月9日        | 平成18年度愛知県フィギュアスケート選手権（名古屋）   | Bクラス    | 1 39.29 | 1 63.14 | 1 102.43 | [ 258 ] |
| 2006年12月9日       | 第16回愛知県フィギュアスケート競技会（名古屋）       | Bクラス    | 1 33.23 |         | 1        | [ 259 ] |
| 2006年10月28日-29日 | 第10回全日本フィギュアスケートノービス選手権（倉敷） | ノービスB  |         | 4 50.19 | 4        | [ 260 ] |
| 2006年10月1日-2日   | 2006年中部フィギュアスケート選手権（名古屋）         | ノービスB  |         | 1 48.01 | 1        | [ 261 ] |

| 2005-2006 シーズン  |                                                    |            |    |         |      |         |
| 開催日              | 大会名                                             | カテゴリー | SP | FS      | 結果 | 参照    |
| 2006年2月24日       | 平成17年度愛知県フィギュアスケート選手権（名古屋） | Cクラス    |    | 1 40.52 | 1    | [ 262 ] |
| 2005年11月26日-27日 | 第15回愛知県フィギュアスケート競技会（名古屋）     | Cクラス    |    | 1 37.64 | 1    | [ 263 ] |

## プログラム使用曲
- 背景が青い箇所はオリンピックシーズン
- オリンピックで披露されたプログラムは太字

| シーズン  | ショートプログラム | フリースケーティング | エキシビション |
| --------- | --- | --- | --- |
| 2010–11   | — | ツィガーヌ - 作曲：モーリス・ラヴェル - 振付：山田満知子、樋口美穂子 | メドレー 1. フライ・ミー・トゥー・ザ・ムーン - 作曲：バート・ハワード 2. 聖者の行進 - 振付：山田満知子、樋口美穂子                                                                 |
| 2011–12   | 映画『タッカー』より - 作曲：ジョー・ジャクソン - 振付：山田満知子、樋口美穂子 | ツィガーヌ | — |
| 2012–13   | タンゲーラ - 作曲：マリアーノ・モーレス - 振付：山田満知子、樋口美穂子 | Steps - 曲：シークレット・ガーデン - 振付：山田満知子、樋口美穂子 | Bad Boy Good Man - 曲：Tape Five |
| 2013–14   | The Blessed Spirits - 作曲：ヴァネッサ・メイ - 振付：山田満知子、樋口美穂子 | Steps | タンゲーラ |
| 2014–15   | ヴァイオリンソナタ第9番第1楽章 - 作曲：ルートヴィヒ・ヴァン・ベートーヴェン - 振付：樋口美穂子                                                                                                   | 映画『ドンファン』より 1. ハバネラ 2. ドン･アルフォンソ - 作曲：マイケル・ケイメン - 振付：樋口美穂子 | The Blessed Spirits |
| 2015–16   | Legends - 作曲：Sacred Spirit - 振付：樋口美穂子 | オペラ『トゥーランドット』より 1. プッチーニの「トゥーランドット」によるヴァイオリン・ファンタジー - 演奏：ヴァネッサ・メイ 2. 誰も寝てはならぬ - 歌唱：ポール・ポッツ - 作曲：ジャコモ・プッチーニ - 振付：樋口美穂子   | ヴァイオリンソナタ第9番 |
| 2015–16   | Legends - 作曲：Sacred Spirit - 振付：樋口美穂子 | オペラ『トゥーランドット』より 1. プッチーニの「トゥーランドット」によるヴァイオリン・ファンタジー - 演奏：ヴァネッサ・メイ 2. 誰も寝てはならぬ - 歌唱：ポール・ポッツ - 作曲：ジャコモ・プッチーニ - 振付：樋口美穂子   | ドンファン |
| 2016–17   | ヴァイオリンと管弦楽のためのファンタジア - 映画『ラヴェンダーの咲く庭で』より - 作曲：ナイジェル・ヘス - 振付：樋口美穂子                                                                        | メドレー 1. ブエノスアイレス午前零時 2. ロコへのバラード - 歌唱：ミルバ - 作曲：アストル・ピアソラ - 振付：樋口美穂子 | See You Again - 映画『ワイルド・スピード SKY MISSION』より - 曲：ウィズ・カリファ Feat. チャーリー・プース - 振付：樋口美穂子                                                      |
| 2016–17   | ヴァイオリンと管弦楽のためのファンタジア - 映画『ラヴェンダーの咲く庭で』より - 作曲：ナイジェル・ヘス - 振付：樋口美穂子                                                                        | メドレー 1. ブエノスアイレス午前零時 2. ロコへのバラード - 歌唱：ミルバ - 作曲：アストル・ピアソラ - 振付：樋口美穂子 | ラ・ヴィ・アン・ローズ - 歌唱：アンドレア・ボチェッリ - 振付：ステファン・ランビエール                                                                                             |
| 2016–17   | ヴァイオリンと管弦楽のためのファンタジア - 映画『ラヴェンダーの咲く庭で』より - 作曲：ナイジェル・ヘス - 振付：樋口美穂子                                                                        | メドレー 1. ブエノスアイレス午前零時 2. ロコへのバラード - 歌唱：ミルバ - 作曲：アストル・ピアソラ - 振付：樋口美穂子 | This Town - 曲：ナイル・ホーラン - 振付：デヴィッド・ウィルソン |
| 2017–18 · | 「四季」より「冬」 - 作曲：アントニオ・ヴィヴァルディ - 振付：樋口美穂子 | オペラ『トゥーランドット』より 1. プッチーニの「トゥーランドット」によるヴァイオリン・ファンタジー - 演奏：ヴァネッサ・メイ 2. 誰も寝てはならぬ - 歌唱：ホセ・カレーラス - 作曲：ジャコモ・プッチーニ - 振付：樋口美穂子 | See You Again |
| 2017–18 · | 「四季」より「冬」 - 作曲：アントニオ・ヴィヴァルディ - 振付：樋口美穂子 | オペラ『トゥーランドット』より 1. プッチーニの「トゥーランドット」によるヴァイオリン・ファンタジー - 演奏：ヴァネッサ・メイ 2. 誰も寝てはならぬ - 歌唱：ホセ・カレーラス - 作曲：ジャコモ・プッチーニ - 振付：樋口美穂子 | This Town |
| 2018–19   | 天国への階段 1. 天国への階段 - 作曲：ジミー・ペイジ、ロバート・プラント - 演奏：ロドリーゴ・イ・ガブリエーラ 2. Ppa - 曲：ロドリーゴ・イ・ガブリエーラ - 振付：樋口美穂子                        | 月光 - 作曲：ルートヴィヒ・ヴァン・ベートーヴェン - 振付：樋口美穂子 | Great Spirit - 作曲：アーミン・ヴァン・ビューレン、Vini Vici、Hilight Tribe - 振付：シェイ=リーン・ボーン                                                                          |
| 2018–19   | 天国への階段 1. 天国への階段 - 作曲：ジミー・ペイジ、ロバート・プラント - 演奏：ロドリーゴ・イ・ガブリエーラ 2. Ppa - 曲：ロドリーゴ・イ・ガブリエーラ - 振付：樋口美穂子                        | 月光 - 作曲：ルートヴィヒ・ヴァン・ベートーヴェン - 振付：樋口美穂子 | タイム・アフター・タイム - 歌唱：ハリー・コニック・ジュニア - 振付：デヴィッド・ウィルソン                                                                                         |
| 2018–19   | 天国への階段 1. 天国への階段 - 作曲：ジミー・ペイジ、ロバート・プラント - 演奏：ロドリーゴ・イ・ガブリエーラ 2. Ppa - 曲：ロドリーゴ・イ・ガブリエーラ - 振付：樋口美穂子                        | 月光 - 作曲：ルートヴィヒ・ヴァン・ベートーヴェン - 振付：樋口美穂子 | See You Again |
| 2018–19   | 「四季」より「冬」 | 月光 | 天国への階段 |
| 2019–20   | Great Spirit | Dancing On My Own 1. Our Life (Finale) - 曲：Brock Hewitt 2. Dancing On My Own - 作曲：ロビン、パトリック・バーガー - 歌唱：カラム・スコット 3. Your Last Kiss - 作曲：カール・ヒューゴ - 振付：デヴィッド・ウィルソン   | This Town |
| 2019–20   | Great Spirit | Dancing On My Own 1. Our Life (Finale) - 曲：Brock Hewitt 2. Dancing On My Own - 作曲：ロビン、パトリック・バーガー - 歌唱：カラム・スコット 3. Your Last Kiss - 作曲：カール・ヒューゴ - 振付：デヴィッド・ウィルソン   | ラ・ヴィ・アン・ローズ |
| 2020–21   | Great Spirit | Dancing On My Own | オーボエ協奏曲 1. オーボエ協奏曲ニ短調より第2楽章 - 作曲：アレッサンドロ・マルチェッロ 2. チェロ協奏曲ハ短調 RV 401より第3楽章 - 作曲：アントニオ・ヴィヴァルディ - 振付：宮本賢二 |
| 2021–22 · | オーボエ協奏曲 | Boléro IV 〜New Breath〜 (Instrumental) - 作曲：モーリス・ラヴェル - 歌唱：岡本知高 - 振付：ステファン・ランビエール | マイケル・ジャクソンメドレー 1. アース・ソング 2. ヒストリー - 曲：マイケル・ジャクソン - 振付：ステファン・ランビエール                                                           |
| 2022–23   | Gravity - 曲：ジョン・メイヤー - 振付：ステファン・ランビエール | G線上のアリア 1. G線上のアリア - 作曲：ヨハン・ゼバスティアン・バッハ 2. Mea tormenta, properate! - 作曲：ヨハン・アドルフ・ハッセ - 振付：宮本賢二                                                                      | Padam, Padam - 曲：パトリシア・カース - 振付：樋口美穂子 |
| 2023–24   | メドレー 1. I Love You Kung Fu - 作曲：サン・ラックス 2. 月の光 - 作曲：クロード・ドビュッシー - 映画『エブリシング・エブリウェア・オール・アット・ワンス』より - 振付：ステファン・ランビエール | メドレー 1. Timelapse - 作曲：ウーノ・ヘルメション 2. 鏡の中の鏡 - 作曲：アルヴォ・ペルト - 振付：宮本賢二 | カム・トゥゲザー - 曲：ゲイリー・クラーク・ジュニア、ジャンキーXL - 振付：シェイ=リーン・ボーン                                                                                    |

## 受賞・記録

### 受賞
地方公共団体
- 名古屋市スポーツ功労賞（2016年[264]、2017年[265]、2018年[266]、2022年[267]）
- 愛知県スポーツ功労賞（2017年[268]、2018年[269]、2022年[270]）
- 豊田市スポーツ栄誉賞（2018年[271]、2022年[271]）

日本スケート連盟
- JOC杯最優秀選手賞（2019年[272]）

日本オリンピック委員会
- JOCスポーツ賞：特別栄誉賞（2022年[273]）

マスメディア
- 第33回中日体育賞（2018年[274]）
- ビッグスポーツ特別賞（2017年[275]、2018年[276]、2022年[277]、2023年[278]）

### 記録
- ギネス世界記録：国際スケート連盟公認大会史上初の4回転フリップ成功[33]

## メディア出演

### テレビ番組
- 荒川静香 Friends+α（2015年6月3日、2016年9月26日、2017年10月30日、2018年9月24日、日テレプラス）
- フィギュアスケーターのオアシス♪ KENJIの部屋　中京大&中京大中京高スペシャル（2015年6月9日・16日、J SPORTS）
- アスリートの魂（NHK BS1）
  - いつか頂を越えたい フィギュアスケート・宇野昌磨（2017年3月18日）[279]
  - 誰も見たことがない頂へ〜フィギュアスケート 宇野昌磨〜（2018年2月3日）[280]
- 宇野昌磨 夢へのステップ（2017年6月6日、名古屋テレビ）
- グッと!スポーツ 氷上の貴公子 宇野昌磨（2017年7月4日、NHK総合）
- 最高の舞台でつかんだ銀メダル〜フィギュアスケート・宇野昌磨〜（2018年3月4日、NHK名古屋）
- オモイカケル（2018年7月4日 - 25日、関西テレビ）

### CM出演
- DHC「DHC ホットボディジェル」（2019年 - ）
- コラントッテ「コラントッテTAO SHOMAモデル」『未来勝ちトッテ篇』・『インタビュー篇』・『肩コラントッテ篇』（2021年5月 - ）[281]

## サポート・アドバイザリー契約他
- 株式会社コラントッテ（2017年1月10日 - ）[282]
- ミズノブランドアンバサダー（2019年7月 - [283]）

## 出版物
- 写真集
  - 『宇野昌磨 ニューヒーロー 銀メダルへの軌跡』（2018年3月9日、講談社）[284]
- DVD・Blu-ray
  - 宇野昌磨「未完~Believe」（2019年3月20日、ポニーキャニオン）
  - 宇野昌磨「決意~To Reach Further」（2022年12月21日、ポニーキャニオン）